# Kirchdorf an der Amper
Kirchdorf an der Amper là một đô thị thuộc huyện Freising trong bang Bayern nước Đức. Đô thị Kirchdorf an der Amper có diện tích 32,988 km², dân số thời điểm 31 tháng 12 năm 2006 là 2814 người.